# 杉山神社 (横浜市都筑区中川)
杉山神社（すぎやまじんじゃ）は、神奈川県横浜市都筑区のセンター北駅近くに鎮座している神社。旧大棚村（おおだなむら）の郷社で、横浜市内唯一かつ旧武蔵国の式内社である「杉山神社」の有力論社の一つとされている。旧大棚村に鎮座していたことから、大棚杉山神社とも呼称される。

## 祭神
- 日本武尊（ヤマトタケル）、五十猛命（イソタケル）
- 配祀神：伊弉諾命（イザナギ）、伊弉册命（イザナミ）、橘姫、応神天皇[1]
※八幡社、吾妻社、神明社を合祀している[2]。

## 遷座
当社は現在までに3度ほど遷座（転社）している。元々は大棚477番地の杉の森（龍福寺付近）に鎮座しており、1914年（大正3年）まで旧跡があった。1912年（明治45年）1月には中川町1084番地（大塚・歴博付近）に遷座したが、横浜市の六大事業の一つである「横浜国際港都建設事業・横浜北部新都市（港北ニュータウン）土地区画整理事業」による再開発のためその後も度々遷座している。
1983年（昭和58年）11月30日には同町757番地の吾妻山山頂（元吾妻社跡地）に仮社殿を設け遷座した。さらに、1992年（平成4年）4月に新たな社地として同町1194番地（現：中川6-1-1）が仮換地指定され社殿が1994年（平成6年）9月に竣工、同年10月13日に祭神勧請および配神遷座式が執り行われ、翌1995年（平成7年）10月15日には鳥居や社務所などその他の建造物や植栽整備も完了し遷宮式典および落慶祝賀が執り行われている。なお、この遷座の際に当社に最も関わりがあるとされる和歌山県の伊太祁曽神社に赴いて五十猛命の霊璽を拝受しており、以来旧来の祭神である日本武尊と共に祀られている。

## 式内社の論社として
式内社を標榜する、氏子らによる1856年（安政3年）の石碑が置かれている。また当社を論社とする説は旧大棚村出身の栗原恵吉によるものであるが、式内社研究会『式内社調査報告』にて三橋健も西八朔の説と共に本説に惹かれるとしている。当社も他の多くの論社と同じく、鶴見川水系（早渕川）沿いの高台に鎮座している。
なお、江戸時代以前における当社の別当寺は「大杉」を山号とする龍福寺であった。

## 境内
境内には以下の社（境内社）や力石が置かれている。
- 第六天社

## 祭事・年中行事
- 例大祭：10月15日（秋祭り）

## その他
当社には神職が常駐しておらず、青葉区荏田町にある劔神社の兼務社となっている。

## 所在地・交通
神奈川県横浜市都筑区中川6-1-1
- 横浜市営地下鉄ブルーライン「センター北駅」より徒歩約5分

## ギャラリー

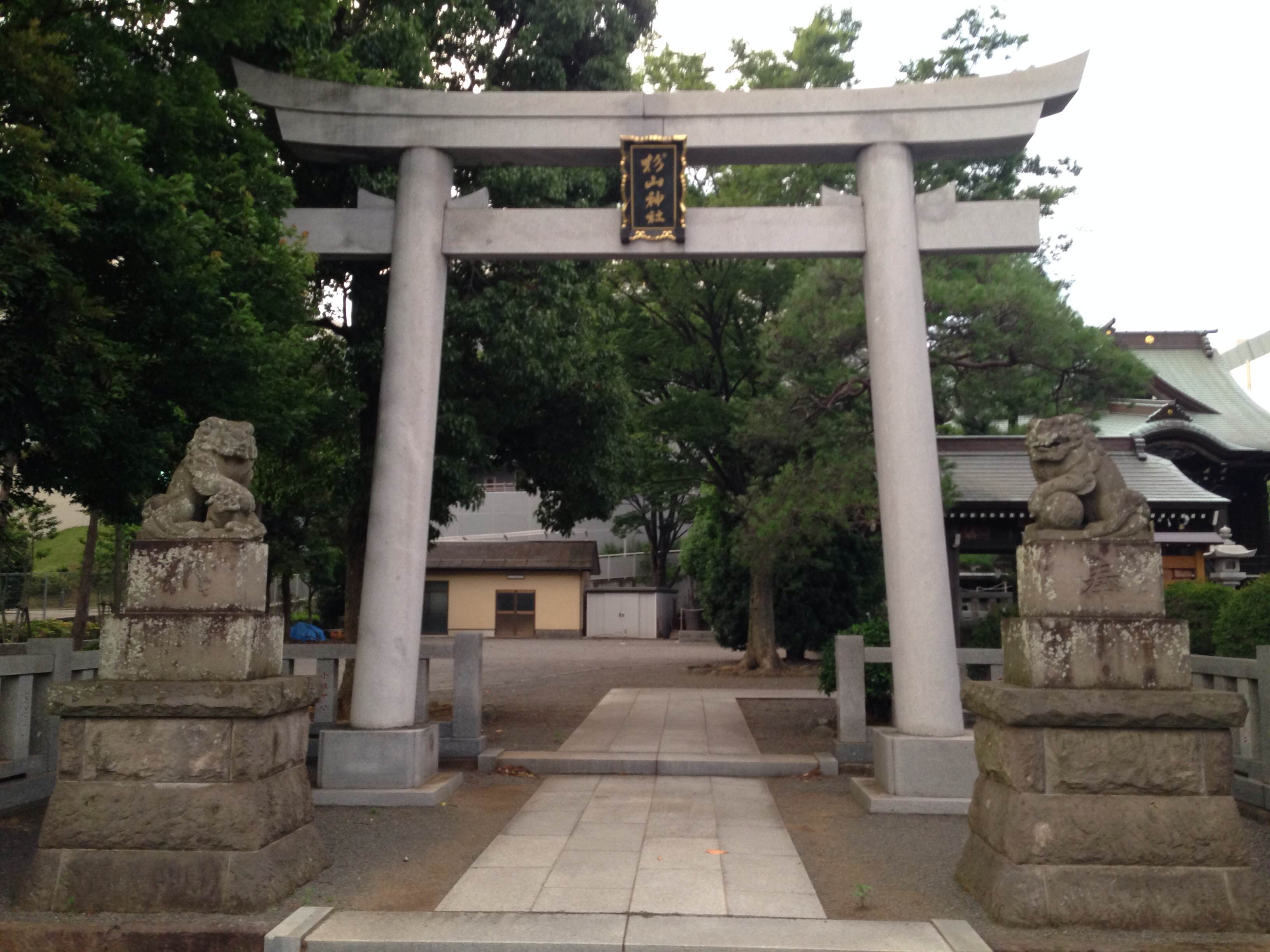
正面（南側）の鳥居
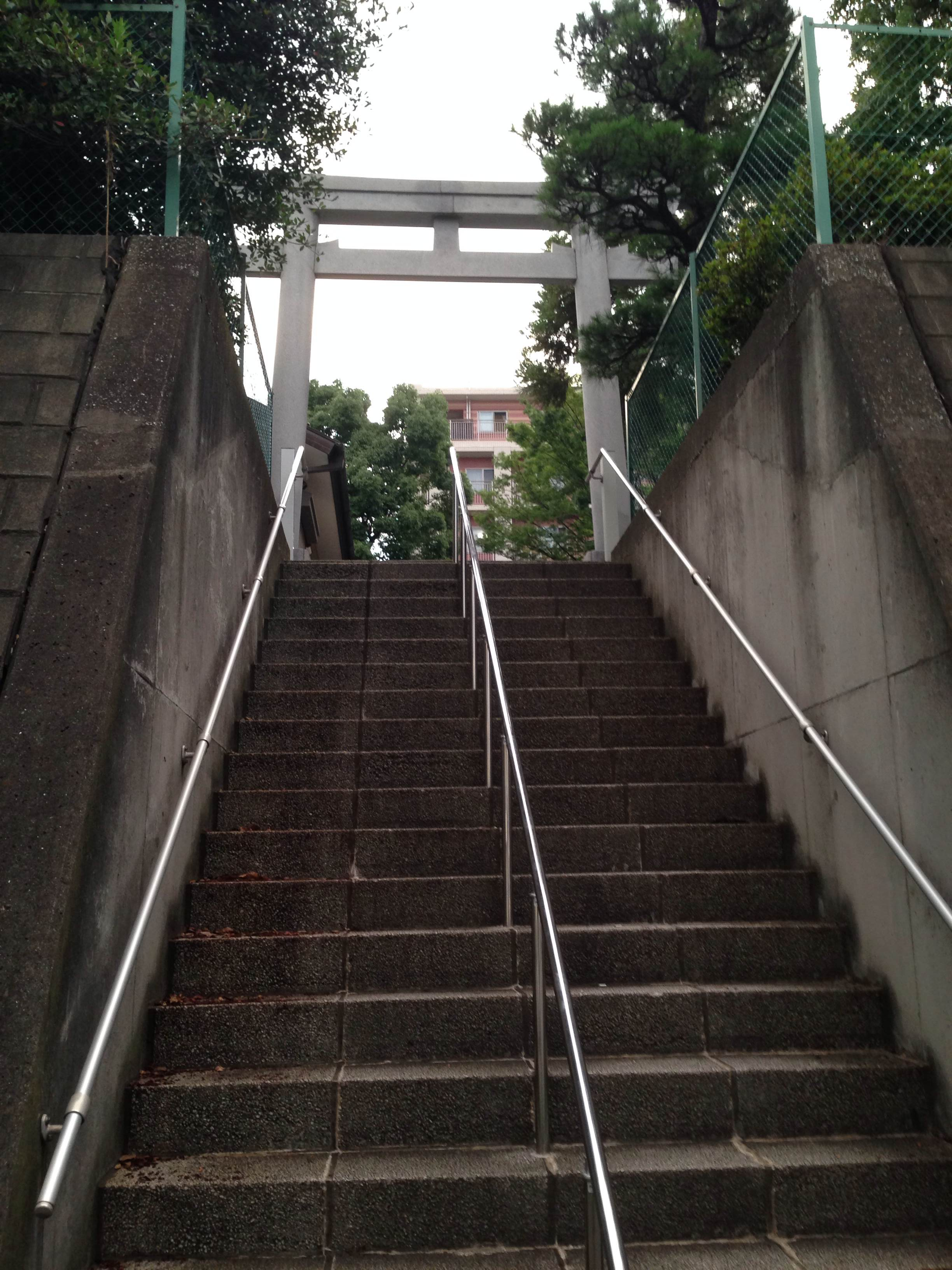
区役所通り沿いにある東側の鳥居
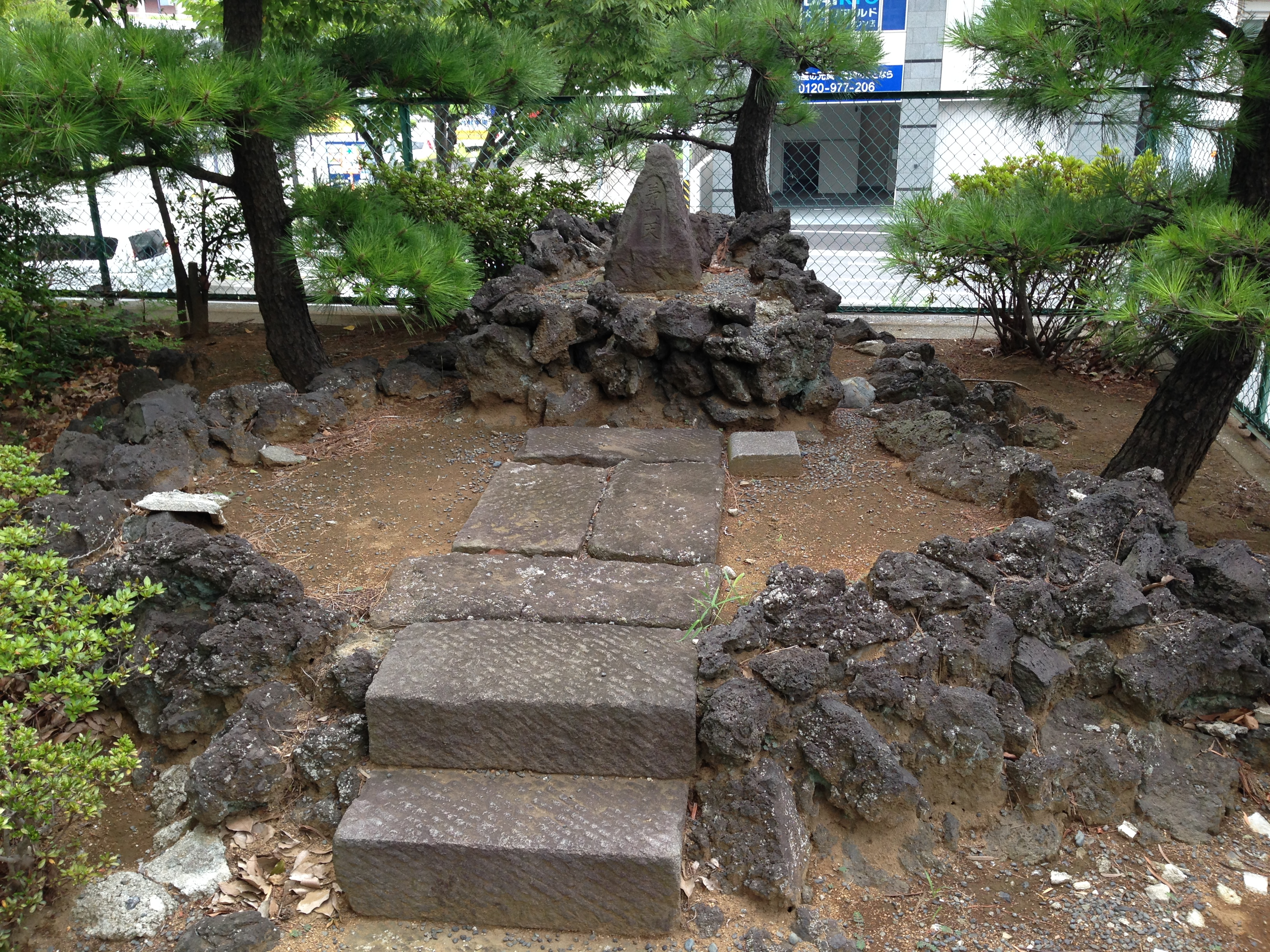
境内にある第六天社